# Jacob Lindberg
Jacob Lindberg (ur. w Djursholm, Szwecja) – lutnista i gitarzysta klasyczny. Jego nauczycielem gry na lutni był Jörgen Rörby. Po studiach na uniwersytecie w Sztokholmie podjął naukę w Royal College of Music pod kierunkiem Diany Poulton, pod wpływem której skoncentrował się na repertuarze barokowym i renesansowym.
Obecnie jest cenionym wykonawcą utworów na lutnię. Wykonał szereg nagrań m.in. dla BIS Records.
Współpracował i nagrywał z zespołami: The English Concert, Taverner Choir, The Purcell Quartet, The Monteverdi Choir, The Orchestra of the Age of Enlightenment i Academy of Ancient Music.